# Tonalisme

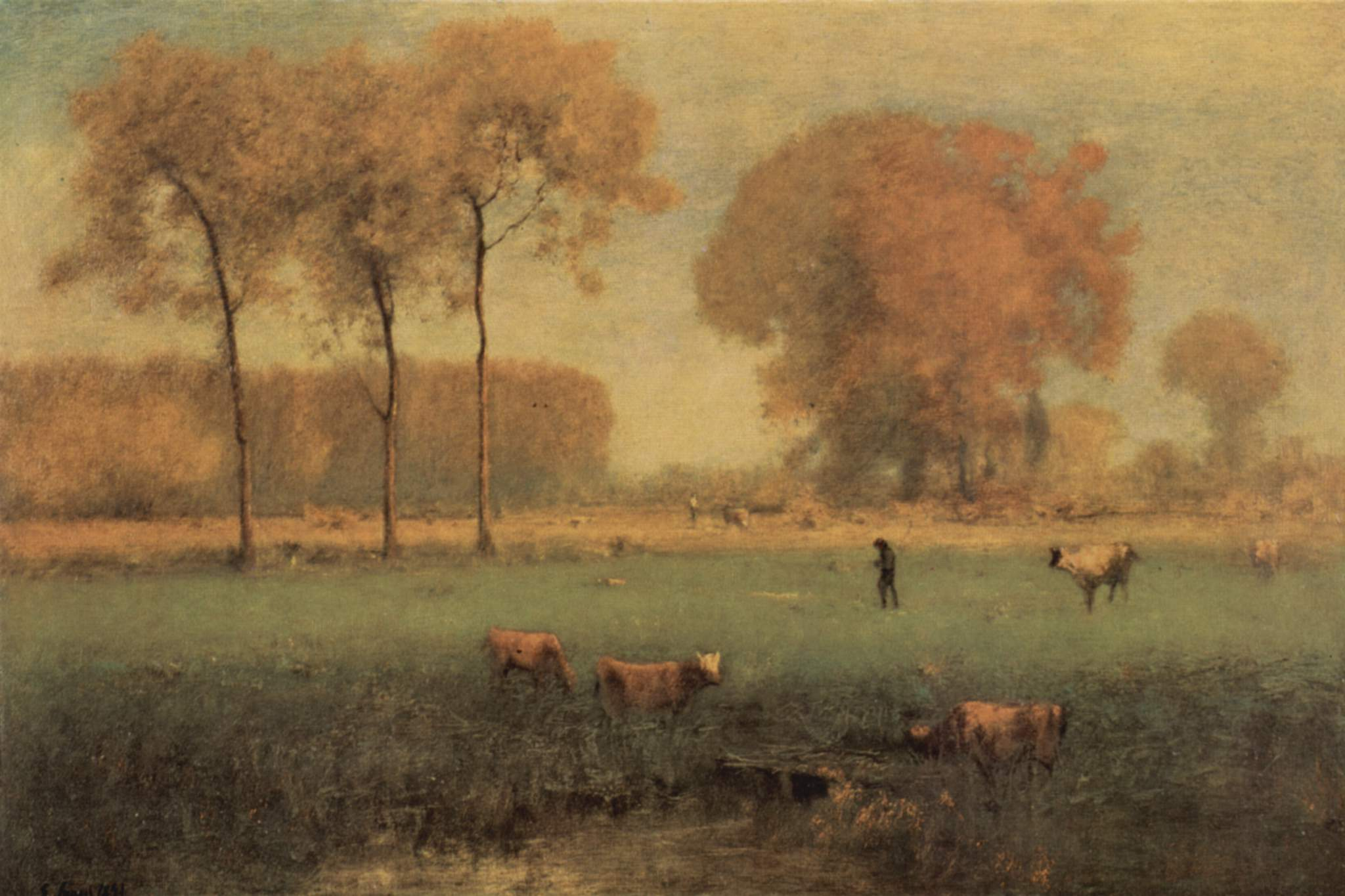
Bridget Summer, de Georges Inness.

Le tonalisme (1880-1915) est un style de peinture de paysage qui a émergé dans les années 1880 aux Etats-Unis. Les toiles de ces peintres américains baignent dans une atmosphère qui semble coloriée ou sous la brume. 
Entre 1880 et 1918, les tons dominants dans les compositions des artistes associés à ce styles étaient souvent sombres et neutres : le gris, le brun ou le bleu.
Vers la fin des années 1890, les critiques américains ont commencé d’utiliser le terme « tonal » pour décrire ces œuvres. Les principaux représentants de ce style furent George Inness (1825-1894) dont les paysages montrent la bonté de la nature[pas clair], ce qui témoigne de liens avec l'Hudson River School, ainsi que James Abbott McNeill Whistler.
Ce style est notamment influencé par l'école de Barbizon, mais plus certainement par les Macchiaioli qui sont les premiers à avoir recours aux aplats de couleurs,, et le mot "tonalisme" est aussi utilisé pour décrire des paysages américains inspirés par cette école.
Selon Bram Dijkstra (en),

« L'art tonaliste s'était développé à partir des principes des transcendantalistes américains des années 1840 [...] Ces transcendantalistes ainsi qu'Orestes Brownson l'a souligné, avaient refusé de se fier à la raison seule pour expliquer le sens de l'être [...]. Le tonalisme [...] se différenciait des autres formes de la peinture paysagiste, d'abord en raison de l'importance accordée à la contemplation philosophique des analogies émotionnelles entre les humeurs de la nature et la condition spirituelle de l'humanité. » »

— Georgia O'Keeffe and the Eros of Place
Le tonalisme s’est effacé face à l’impressionnisme et l’art Moderne.

## Caractéristiques
Les toiles tonalistes montrent un mode contemplatif, mettent à nu les équivalences entre les lignes, une géométrie mystérieuse du paysage, les volumes, le lien entre l'espace et le pictural, les couleurs du paysage et les modulations de l'âme.
Par exemple, avec Georgia O'Keeffe : « Dans certaines toiles telles Site noir, gris et rose (Black Place, Grey and Pink, 1949, oil on canvas, Georgia O'Keeffe Museum, Santa Fe), l'objet représenté est une abstraction de la colline réduite à sa structure fondamentale. Une ligne épaisse concave suggère une colline. »

## Principaux représentants
- Willis Seaver Adams
- Joseph Allworthy (en)
- Edward Mitchell Bannister
- Ralph Albert Blakelock
- Emanuele Cavalli
- Jean-Charles Cazin
- Bruce Crane
- Paul Cornoyer
- Leon Dabo
- Angel De Cora (en)
- Charles Melville Dewey
- Thomas Wilmer Dewing
- Charles Warren Eaton
- Henry Farrer
- Percy Gray (en)
- Lovell Birge Harrison
- George Inness
- William Keith
- Frederick William Kost
- Xavier Martínez (en)
- Arthur Frank Mathews (en)
- Max Meldrum
- Robert Crannell Minor
- John Francis Murphy
- Frank Nuderscher (en)
- Henry Ward Ranger
- Granville Redmond
- Albert Pinkham Ryder
- Edward Steichen
- Dwight William Tryon
- John Henry Twachtman
- Clark Greenwood Voorhees
- James Abbott McNeill Whistler
- Carleton Wiggins
- Alexander Helwig Wyant